# Planungsregionen in Sachsen
In Sachsen gab es mit Inkrafttreten des Gesetzes zur Raumordnung und Landesplanung des Freistaats Sachsen (Landesplanungsgesetz) vom 24. Juni 1992 fünf Planungsregionen. Im Zuge der Verwaltungs- und Funktionalreform wurden zum 1. August 2008 die bisherigen Planungsverbände Südwestsachsen und Chemnitz-Erzgebirge aufgelöst und der Planungsverband Südsachsen neu gebildet, welcher seit dem 25. März 2010 "Planungsverband Region Chemnitz" heißt. Eine Planungsregion ist ein regionaler Planungsraum unterhalb der Landesebene, der sich aus den Gebieten mehrerer Landkreise und kreisfreier Städte zusammensetzt und für den ein Regionalplan aufgestellt wird. In den Planungsregionen Westsachsen und Oberlausitz-Niederschlesien werden zusätzlich noch Braunkohlenpläne (für laufende Tagebaue) und Sanierungsrahmenpläne (für stillgelegte Tagebau) aufgestellt.
Für jede Planungsregion existiert ein gleichnamiger Regionaler Planungsverband als Körperschaft des öffentlichen Rechts. Dieser ist Träger der Regionalplanung in der jeweiligen Planungsregion.
In Sachsen gibt es folgende Planungsregionen:
- Oberlausitz-Niederschlesien, bestehend aus den Landkreisen Bautzen und Görlitz

- Oberes Elbtal/Osterzgebirge, bestehend aus den Landkreisen Meißen und Sächsische Schweiz-Osterzgebirge sowie der kreisfreien Stadt Dresden

- Leipzig-Westsachsen, bestehend aus den Landkreisen Nordsachsen, Leipzig sowie der kreisfreien Stadt Leipzig

- Region Chemnitz, bestehend aus den Landkreisen Mittelsachsen, Erzgebirgskreis, Vogtlandkreis und Zwickau sowie der kreisfreien Stadt Chemnitz